# Ubbo Gerdes
Ubbo Gerdes (* 18. März 1943 in Wallinghausen) ist ein deutscher Autor, der überwiegend in niederdeutscher Sprache veröffentlicht.

## Leben
Nach der Schulzeit machte der Sohn eines Bäckermeisters zunächst eine Lehre als Bäcker. 1965 wechselte er den Beruf und arbeitete 37 Jahre als Angestellter bei Volkswagen in Emden.
Seit 1978 schreibt Gerdes hoch- und plattdeutsche Theaterstücke, Kurzgeschichten für verschiedene Zeitungen und Hörspiele für Radio Bremen und den Norddeutschen Rundfunk. Außerdem ist er Mitglied im Arbeitskreis Ostfriesischer Autoren und in verschiedenen überregionalen Autorenvereinigungen. Zusätzlich ist er Schauspieler und Spielleiter der Spöldeel Wallinghusen.
Ubbo Gerdes ist verheiratet, hat drei Kinder und lebt in seinem Geburtsort Wallinghausen.

## Auszeichnungen
- 1984: Preis der Ostfriesischen Landschaft
- 1990: Preis des Niederdeutschen Bühnenbundes
- 1998: Keerlke-Preis (Oostfreeske Taal)

## Werke
- Moder Kriggt Zwangsurlaub: Een lüstig Spill in 3 Törns, Karl Mahnke Theaterverlag, Verden 1985
- Dat qualmt ja blots! Wo fang ick't an? Up de Autobahn. Up de Standesamt, Karl Mahnke Theaterverlag, Verden 1987
- Oma hett Geld: Een Komödie in 4 Töörns, Karl Mahnke Theaterverlag, Verden 1988
- Kiek um di to!, Meyer, Aurich 1989
- Een Huusslachter in de Kniep: Een Schwank in dree Bedrieven, Ostfriesischer Theaterverlag, Westoverledingen 1989
- De Kurschadden: een lüstig Spill in een Törn, Karl Mahnke Theaterverlag, Verden 1991
- Klönsnack: Plattdeutsches Kurzspiel. Karl Mahnke Theaterverlag, Verden 1993
- Frünnen: Spill to'n Nadenken in 2 Akten,  Karl Mahnke Theaterverlag, Verden 1993
- Keen Tiet för Opa: Komödie in drei Akten, Karl Mahnke Theaterverlag, Verden 1993
- De Besöök: Plattdeutsches Kurzspiel, Karl Mahnke Theaterverlag, Verden 1994
- Klaas, de Kloke: Plattdeutsches Kurzspiel, Karl Mahnke Theaterverlag, Verden 1994
- Mit Leevde speelt man nich: Smüsterkomödie in dree Törns, Karl Mahnke Theaterverlag, Verden 1994
- De lüttje Detektiv: En lüstig Spill in een Törn ; för Kinner van 10 - 13 Jahr, Ostfriesische Landschaft. Regionales Pädagogisches Zentrum, Aurich 1994
- Lüttje Rykus: Kiek, so groot bin ick ; Kinnermund op platt, De Utrooper Verlag, Leer 1995
- So'n bietken Hushaolt: Kummellge in drei Deele in westfälisches Platt übertragen von Günther Hilgemann, Karl Mahnke Theaterverlag, Verden 1996
- De Banköverfall: Plattdeutsches Kurzspiel, Karl Mahnke Theaterverlag, Verden 1996
- Een Buddel för de Doktor: Plattdeutsches Kurzspiel, Karl Mahnke Theaterverlag, Verden 1996
- De Diaavend: Plattdeutsches Weihnachtsspiel in 4 Bildern, Karl Mahnke Theaterverlag, Verden 1996
- Bettgahnstied: Komödie in einem Akt, Karl Mahnke Theaterverlag, Verden 1996
- So nich, mien leve Vader!: Een lüstig Spill in eenen Törn, Karl Mahnke Theaterverlag, Verden 1997
- Een Huus köst Geld: Een lüstig Spill in dree Törns, Karl Mahnke Theaterverlag, Verden 1997
- Max un Moritz: En Jungsvertellsel in söven Streken von Wilhelm Busch, übertragen in ostfriesisches Platt von Ubbo Gerdes, Verlag Reinhard, Leer 1997, ISBN 3-927139-29-7
- Lüttje Rykus - kiek, ik bün d'r noch: Kinnermund op Platt!, De Utrooper Verlag, Leer 1997
- Dree Stück, wat ´n Glück: Lustspiel in einem Akt nach einer Idee von Knut Leers, Karl Mahnke Theaterverlag, Verden 1997
- Fieravend: Plattdeutsches Kurzspiel, Karl Mahnke Theaterverlag, Verden 1999
- De verdüvelte Rookeree: Plattdeutsches Kurzspiel, Karl Mahnke Theaterverlag, Verden 1999
- Lüttje Rykus, kiek, ik bün d'r weer: Kinnermund op Platt!, De Utrooper Verlag, Leer 1999, ISBN 3-928245-93-7
- Kiek, so is dat Leven: Vertellsels, De Utrooper Verlag, Leer 1999, ISBN 3-928245-88-0
- Vasen, Blömen un Snippelkes: Een lüstig Spill in 3 Törn, Ostfriesischer Theaterverlag, Westoverledingen 2002
- Vader wi kriegen een Kind: Ein Lustspiel in 1 Akt, Ostfriesischer Theaterverlag, Westoverledingen 2002
- `n Ehemann lehnt man nich ut: Een lustig Speel in eenen Törn, Karl Mahnke Theaterverlag, Verden 2003
- Lüttje Gerd: 24 Kinder-Spielwitze, Karl Mahnke Theaterverlag, Verden 2003
- Mien Froo is bi de Füürwehr: Schwank in drei Akten, Karl Mahnke Theaterverlag, Verden 2004
- Lüttje Gerd: 48 neue Spielwitze, Karl Mahnke Theaterverlag, Verden 2004
- Glühwien drinken oder Alle Jahre wieder: Ein Weihnachtskurzspiel, Karl Mahnke Theaterverlag, Verden 2005
- Vergeet dat Leven neet: Plattdütske Vertellsels un Riemsels van oostfreeske Schrievers, Hrsg.: Cornelia Plenter, Sollermann, Leer 2006, ISBN 3-938897-10-4
- Veer Froonslüüd för Karli: Schwank in 5 Akten, niederdeutsch von Gerd Meier, Karl Mahnke Theaterverlag, Verden 2011
- Max un Moritz: En Jungsvertellsel in söven Streken von Wilhelm Busch, plattdeutsch von Ubbo Gerdes, Isensee Verlag, Oldenburg 2018, ISBN 978-3-7308-1445-1
- Kiek, noch eenmaal Ubbo: lustig un besinnlich Vertellsels, Isensee Verlag, Oldenburg 2018, ISBN 978-3-7308-1431-4